# Alive (video)
Alive es un video de la banda sueca de género metal extremo Meshuggah lanzado como un álbum doble (DVD con CD en formato digipak) el 5 de febrero de 2010 en Europa y el 9 del mismo mes y año en América del Norte por el sello Nuclear Blast.
La mitad del video consiste en la banda tocando canciones de su gira ObZen durante 2008-2009. Esto se entrelaza con escenas tipo documental de los integrantes opinando sobre sus experiencias en el grupo. También está en el DVD un documental que muestra como se filmó el video musical de la canción «Bleed» y también la cinta en sí, este fue titulado como The Making of Bleed, con un 'Drum Tour' y 'Guitar Tour'.
La portada imita a la de la película estadounidense Alien, el octavo pasajero (1979).

## Lista de canciones

### DVD
1. «Begin»
2. «Perpetual Black Second»
3. «Twenty Two Hours»
4. «Pravus»
5. «Dissemination»
6. «Bleed»
7. «Ritual»
8. «New Millennium Cyanide Christ»
9. «Cleanse»
10. «Stengah»
11. «The Mouth Licking What You've Bled»
12. «Machine»
13. «Electric Red»
14. «Solidarius»
15. «Rational Gaze»
16. «Moment»
17. «Lethargica»
18. «Communicate»
19. «Combustion»
20. «Humiliative»
21. «Infinitum»
22. «Straws Pulled at Random»
23. «End»

### Bonus
1. «Bleed' Music Video»
2. «The Making of 'Bleed'»
3. «Micha Guitar Tour»
4. «Tomas Drum Tour»

### CD de Audio en directo
| N.º | Título                               | City     | Duración |  |
| 1.  | «Perpetual Black Second»             | Tokio    | 4:32     |  |
| 2.  | «Electric Red»                       | Tokio    | 6:02     |  |
| 3.  | «Rational Gaze»                      | Tokio    | 5:35     |  |
| 4.  | «Pravus»                             | Tokio    | 5:21     |  |
| 5.  | «Lethargica»                         | Toronto  | 5:52     |  |
| 6.  | «Combustion»                         | Toronto  | 4:16     |  |
| 7.  | «Straws Pulled at Random»            | Toronto  | 5:05     |  |
| 8.  | «New Millennium Cyanide Christ»      | Montreal | 4:57     |  |
| 9.  | «Stengah»                            | Montreal | 5:56     |  |
| 10. | «The Mouth Licking What You've Bled» | Montreal | 3:25     |  |
| 11. | «Humiliative»                        | Montreal | 5:21     |  |
| 12. | «Bleed»                              | Montreal | 7:55     |  |

## Personal
- Jens Kidman – voz
- Fredrik Thordendal – guitarra
- Mårten Hagström – guitarra rítmica
- Tomas Haake – batería
- Dick Lövgren – bajo
- Ian McFarland – dirección, producción
- Markus Staiger – producción ejecutiva
- Chris O'Coin – asistencia
- Joey Korenman – animación, diseño
- Daniel Bergstrand – mezcla
- Nathan Bice – mezcla